# 第4即応旅団 (ウクライナ国家親衛隊)
第4即応旅団（だい4そくおうりょだん、ウクライナ語: 4-та бригада оперативного призначення）は、ウクライナ国家親衛隊の旅団。国家親衛隊司令部隷下。ルビジ旅団とも。

## 概要

### ドンバス戦争

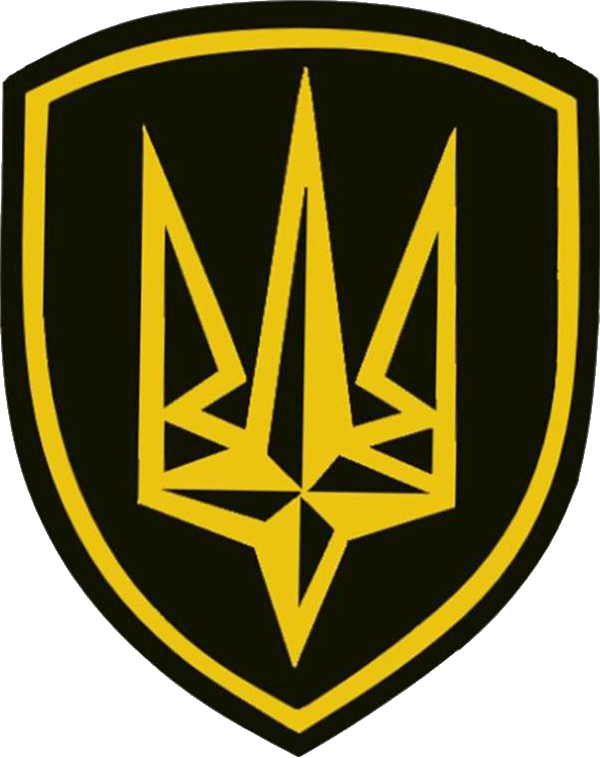
旧第4即応旅団章

2015年6月1日、ドンバス戦争の影響に伴い、NATOモデルに準拠したウクライナ国家親衛隊司令部直轄の即応部隊として創設された。
2016年6月からドンバス戦争で東部ルハーンシク州に配備された。
2020年8月21日、ウォロディミル・ゼレンスキー大統領より、名誉称号「セルヒイ・ミハルチュク」を授与された。

### ロシアのウクライナ侵攻

#### 北部・キーウ戦線
2022年2月24日、ロシアのウクライナ侵攻で北部キーウ州ブチャ地区に配備され、侵攻初日にアントノフ国際空港を占拠したロシア空挺軍を包囲殲滅した。第35諸兵科連合軍、第36諸兵科連合軍の攻勢を1か月以上防御して大損害を受けたが、4月にロシア軍はキーウ方面から撤退した。戦後にキーウ戦線での損害を補填するため義勇軍のスボボダ大隊が配属された。

#### 東部・セベロドネツク戦線
2022年4月、激戦地の東部ルハーンシク州セヴェロドネツィク地区に再配置され、5月上旬にポパスナが陥落して主力部隊の第24独立機械化旅団が撤退するとセベロドネツク守備隊は軽歩兵のウクライナ国家親衛隊、ウクライナ領土防衛隊が中心となり、火力不足のため連日メディアを通じて重火器供与を訴えた。5月中旬にはルガンスク人民共和国第2軍団の援軍で第5諸兵科連合軍、第58諸兵科連合軍、第8親衛諸兵科連合軍隷下の第150自動車化狙撃師団が攻勢を開始し、セヴェロドネツィク市外を防御していた第115独立機械化旅団（出典によれば当時は同じ旅団番号の第115独立領土防衛旅団と誤報されていた）隷下の1個中隊が無断撤退してロシア軍がセベロドネツク市内に侵入し、市街戦となり「ゲリラ戦しかない！」と腹を括って7月上旬まで粘ったがセヴェロドネツィク、リシチャンシクが陥落してロシア軍はルハーンシク州全域を占領した。
2022年7月27日、ウォロディミル・ゼレンスキー大統領より、勇気と勇敢さに対する栄誉賞を授与された。

#### 東部・北ドネツク戦線
2022年9月、東部ドネツィク州クラマトルシク地区に再配置され、第81独立空中機動旅団と共に攻勢を開始し、リマンを解放した。

#### 東部・バフムート戦線

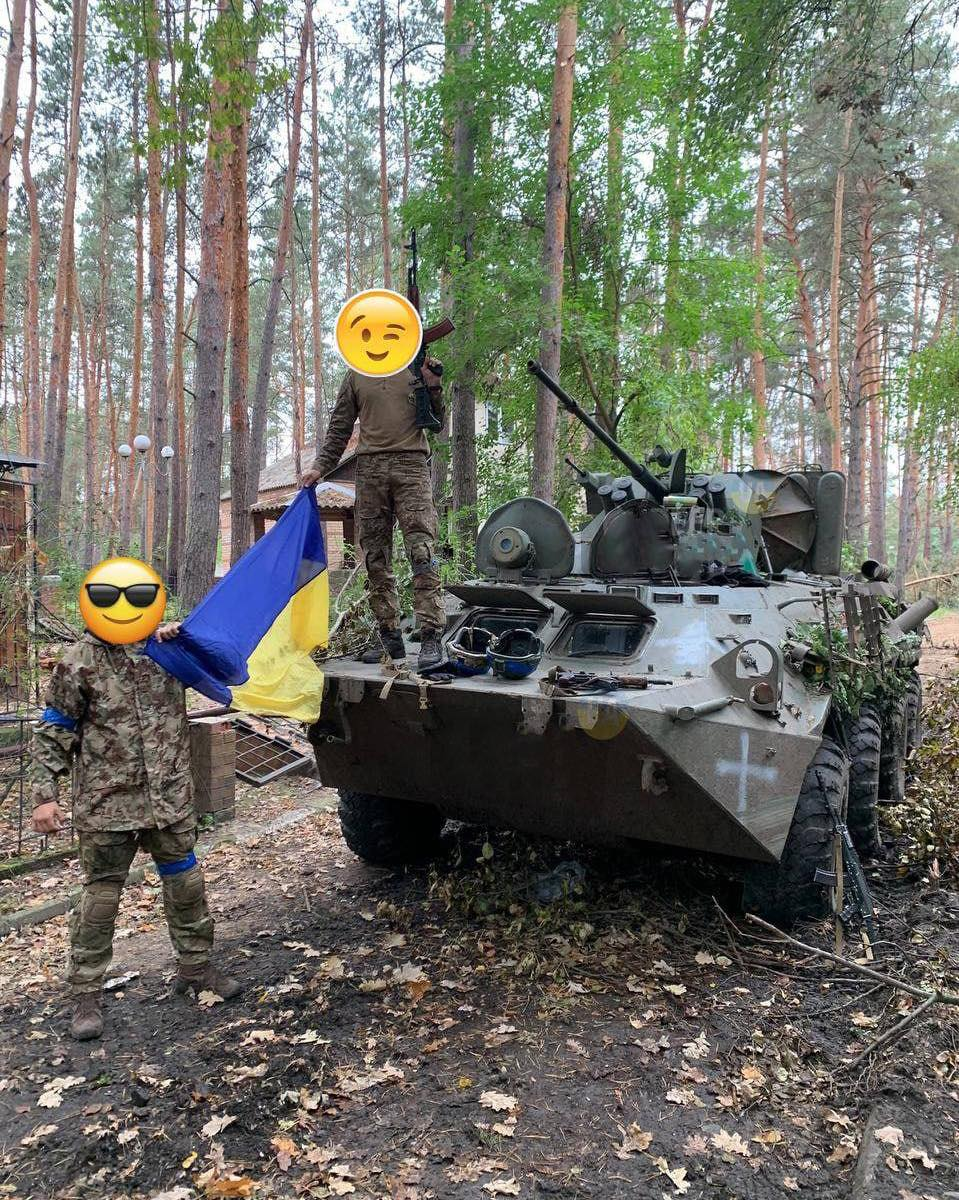
ロシア軍から鹵獲したBTR-82

2022年11月、激戦地の東部ドネツィク州バフムート地区に再配置され、バフムート方面に展開した。セベロドネツク同様バフムートも激戦地となっており、団員はこの戦線を「生き地獄」と評した。
2023年1月、オフェンシブ・ガード化に伴い、第4即応旅団「ルビジ」に改編された。

#### 東部・スヴァトヴェ-クレミンナ戦線
2024年5月、第5特務大隊が東部ルハーンシク州スヴァトヴェ地区に再配置され、友軍の救援でクプヤンシク方面に展開した。

#### 北東部・ハルキウ戦線
2024年6月、第1特務大隊がロシアと国境を接する北東部ハルキウ州ハルキウ地区に再配置され、友軍の救援でリプツィ方面に展開した。

## ギャラリー

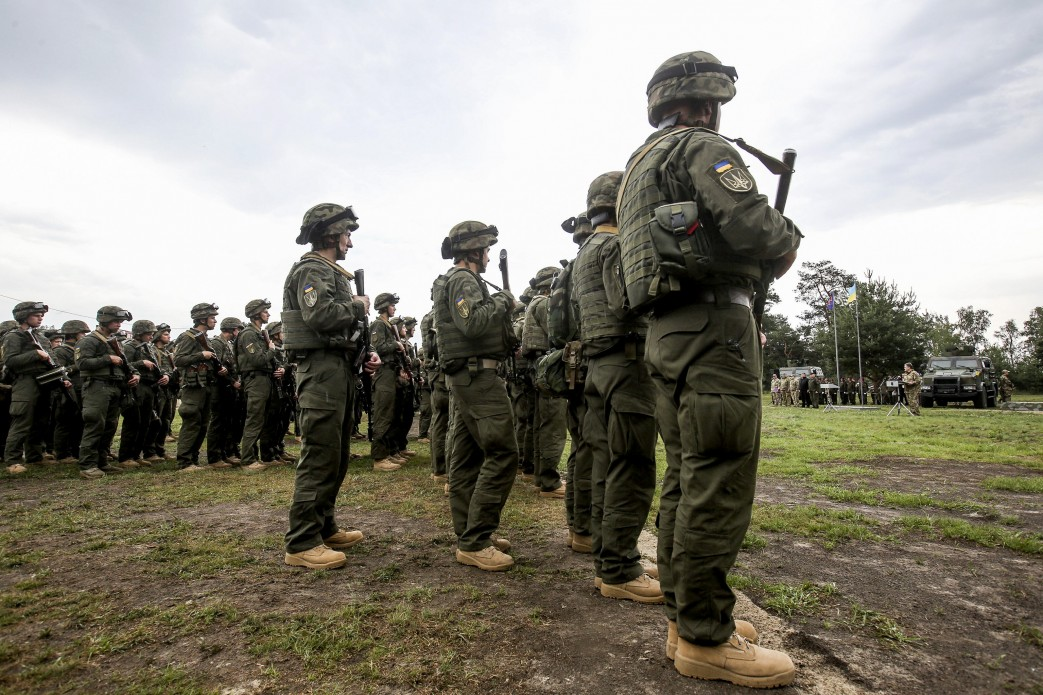

## 編制
- 旅団司令部（ホストメリ）
- 第1特務大隊
- 第2特務大隊
- 第3特務大隊 スボボダ[16]
- 第4特務大隊
- 第5特務大隊
- 第6特務大隊

- 戦車大隊
- 砲兵大隊
- 防空大隊
- 後方支援隊
- 無人機中隊